# Territorio de Alabama
El Territorio de Alabama fue un territorio histórico organizado de los Estados Unidos de América que se formó con la parte este del Territorio de Misisipi (dividiéndolo en dos).
El territorio fue creado el 15 de agosto de 1817, el día que redactó la Constitución de Misisipi y 4 meses antes de que este se convirtiera en un estado de los Estados Unidos (el 10 de diciembre de 1817).

## Historia
El Territorio de Alabama fue creado de la parte este separada del antiguo Territorio de Misisipi. Aunque el Territorio de Alabama fuera designado por una Ley del Congreso el 3 de marzo de 1817, no entró en vigor hasta 5 meses más tarde, el 15 de agosto de 1817. La tardanza fue debida a una provisión en la Ley del Congreso que declaraba que ésta sólo entraría en vigor cuando Misisipi contara con una Constitución estatal. Este acontecimiento ocurrió el 15 de agosto de 1817.
Localizada en el área central del Territorio de Alabama, St. Stephens, en el río Tombigbee, fue la única capital territorial y William Wyatt Bibb fue el único gobernador del Territorio. 
El 14 de diciembre de 1819, dos años y cuatro meses después de la creación del Territorio, Alabama fue admitida en la Unión, convirtiéndose en el 22º estado de los Estados Unidos, con William Wyatt Bibb como su primer gobernador estatal (1819-1820).